# Ван Хао (тенісист)
Ван Хао  (кит.: 王皓, 15 грудня 1983) — китайський настільний тенісист, олімпійський чемпіон.

## Виступи на Олімпіадах
| Олімпіада   | Дисципліна       | Місце |
| ----------- | ---------------- | ----- |
| Афіни 2004  | одиночний розряд | 2     |
| Афіни 2004  | парний розряд    | =9    |
| Пекін 2008  | одиночний розряд | 2     |
| Пекін 2008  | командний розряд | 1     |
| Лондон 2012 | одиночний розряд | 2     |
| Лондон 2012 | командний розряд | 1     |